# Ludomił Pułaski
Ludomił Pułaski herbu Ślepowron (ur. 3 stycznia 1871, zm. 24 maja 1953 we Wrocławiu) – ziemianin, działacz społeczny, senator II Rzeczypospolitej I kadencji w latach 1922–1927.

## Życiorys
Urodził się w rodzinie ziemiańskiej, jako syn Ludomiła Henryka i Zofii z Lesznowskich. Uczęszczał do IV Gimnazjum w Warszawie oraz do gimnazjum w Kaliszu. W latach 1889–1895 studiował na Wydziale Rolniczym Politechniki Ryskiej. W trakcie studiów został przyjęty do korporacji akademickiej Arkonia.
Od 1900 był właścicielem majątku Grzymiszew w guberni kaliskiej, którym zarządzał do wybuchu wojny.

## Działalność publiczna
W 1905 był jednym z współzałożycieli Szkoły Handlowej w Koninie. Od 1909 prezesem kaliskiego Gubernialnego Towarzystwa Rolniczego. Był jednym z organizatorów Związku Ziemian w Warszawie i pełnił funkcję prezesa jego Rady. W niepodległej Polsce, w 1918, Ludomił Pułaski został pierwszym starostą powiatu konińsko-słupeckiego. Pełnił obowiązki prezesa Rady Towarzystwa Okręgowego Rolniczego w województwie łódzkim. Był prezesem Rady Nadzorczej Zrzeszenia Właścicieli Lasów Prywatnych w Warszawie. Otrzymał godność szambelana papieskiego. Był senatorem I kadencji z ramienia Związku Ludowo-Narodowego w województwie łódzkim. Po 1931 związany z Akcją Katolicką.
Zimą 1945 został aresztowany przez UB i uwięziony w Piotrkowie Trybunalskim. Po uwolnieniu przeniósł się w 1948 do Wrocławia. Zmarł nagle. Został pochowany na cmentarzu w Osobowicach. Jego zwłoki przeniesiono później do kaplicy rodzinnej w Grzymiszewie.
Uchwałą Rady Miasta, jego imieniem nazwano 29 października 2008 jedną z ulic Konina.